# 豊岡劇場

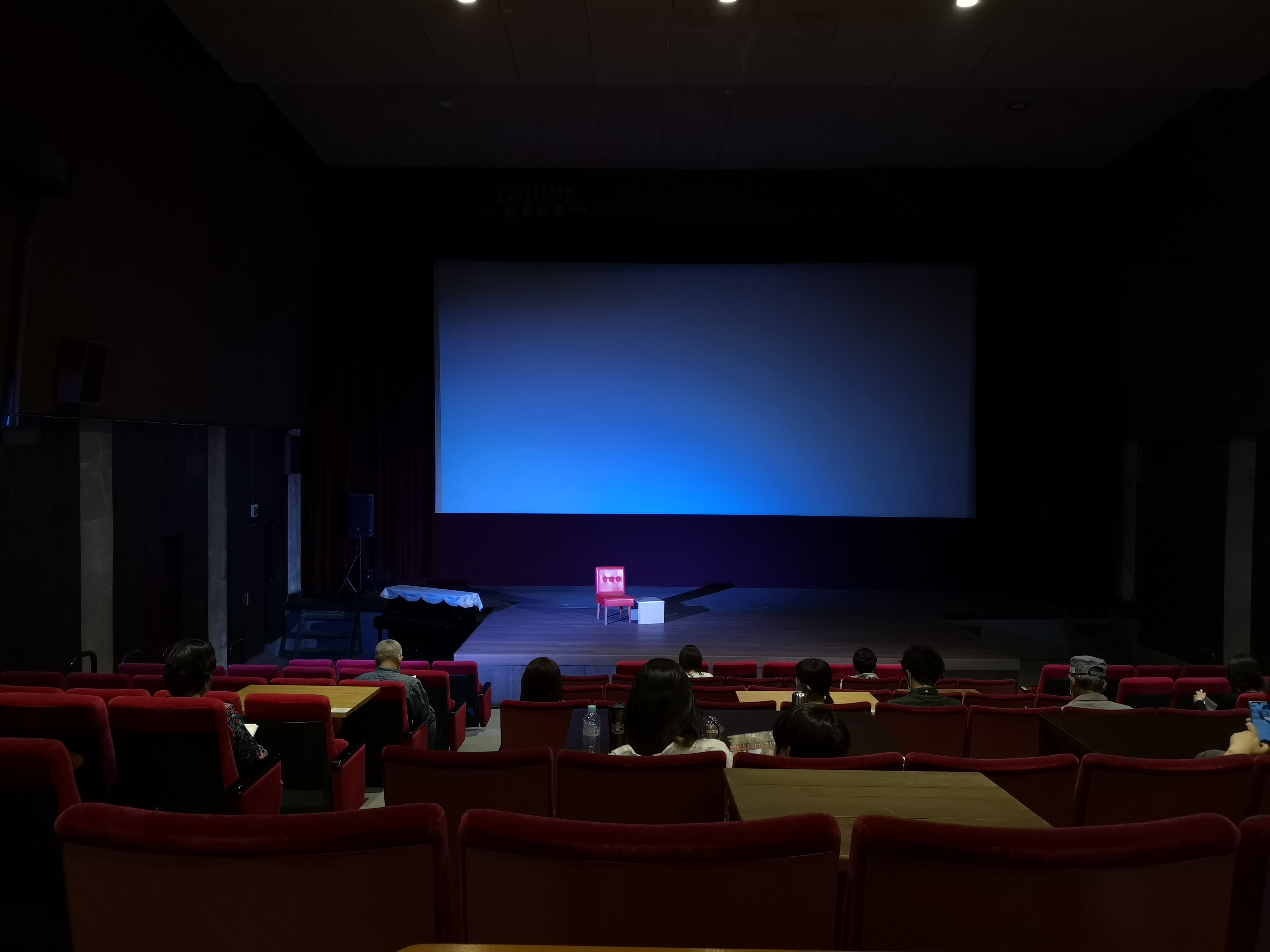
舞台挨拶の際の豊劇1

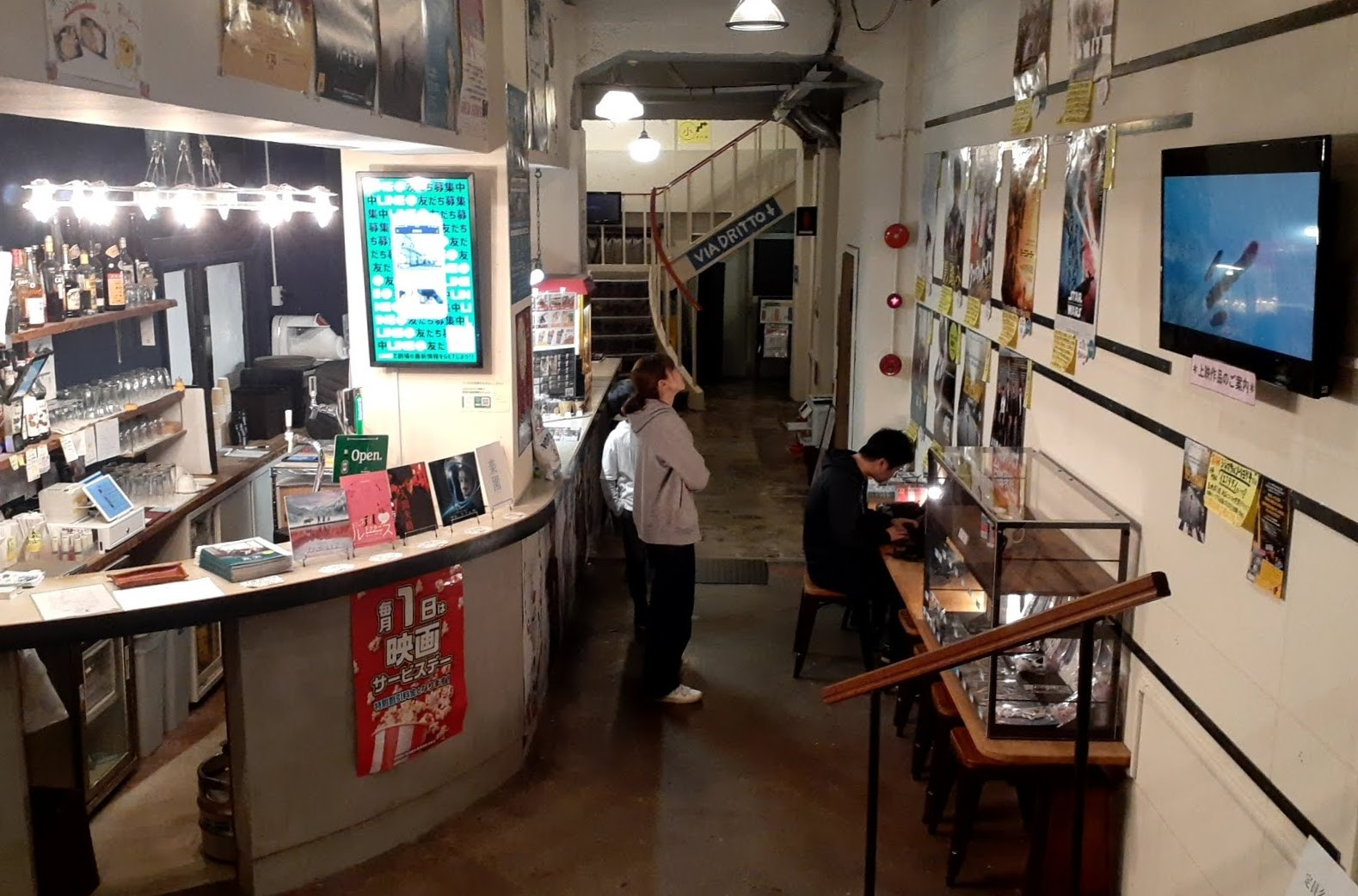
ロビー

豊岡劇場（とよおかげきじょう、Toyogeki Movie）は、兵庫県豊岡市にある映画館。通称は豊劇。
1927年（昭和2年）に開業し、2012年（平成24年）3月31日に閉館したが、2014年（平成26年）12月27日に再開館した。しかし、コロナ禍の影響で入場者数が減少し、2022年8月31日でいったん休館。2023年（令和5年）3月25日に営業を再開した。

## 歴史
豊岡市街地を南北に貫く中央公園の北端近くに位置し、2スクリーンを有する但馬地方で唯一の映画館。1927年（昭和2年）頃に芝居小屋として開業し、1931年（昭和6年）に有限会社豊岡劇場を設立した。1947年（昭和22年）からは劇場や映画上映、また社交ダンス場として運営し、1951年（昭和26年）より正式に映画館として営業を開始した。豊劇1（220席）、豊劇2（90席）の2スクリーンを備えており、売店では菓子類および酒類の販売を行っていた。
建物は昭和初期に建てられた近代建築で、1925年（大正14年）5月に発生した北但大震災を教訓とした鉄筋コンクリート造の看板建築となっている。「豊岡劇場」と書かれたファサードのデザインに特徴があるほか、レリーフやメダリオン（徽章）の装飾などレトロな雰囲気を残しており、2007年（平成19年）には「レトロを訪ねる 映画館編」 として週刊誌にも掲載された。
80年以上に渡り豊岡市内を代表する映画館として親しまれたが、県内及び近郊のシネマコンプレックスに押され赤字が続いたことや、映画上映のデジタル化が進んだことも追い打ちとなり2012年（平成24年）3月31日をもって閉館。昭和初期から続いた劇場の歴史に一度ピリオドを打った。

### 復活と休館

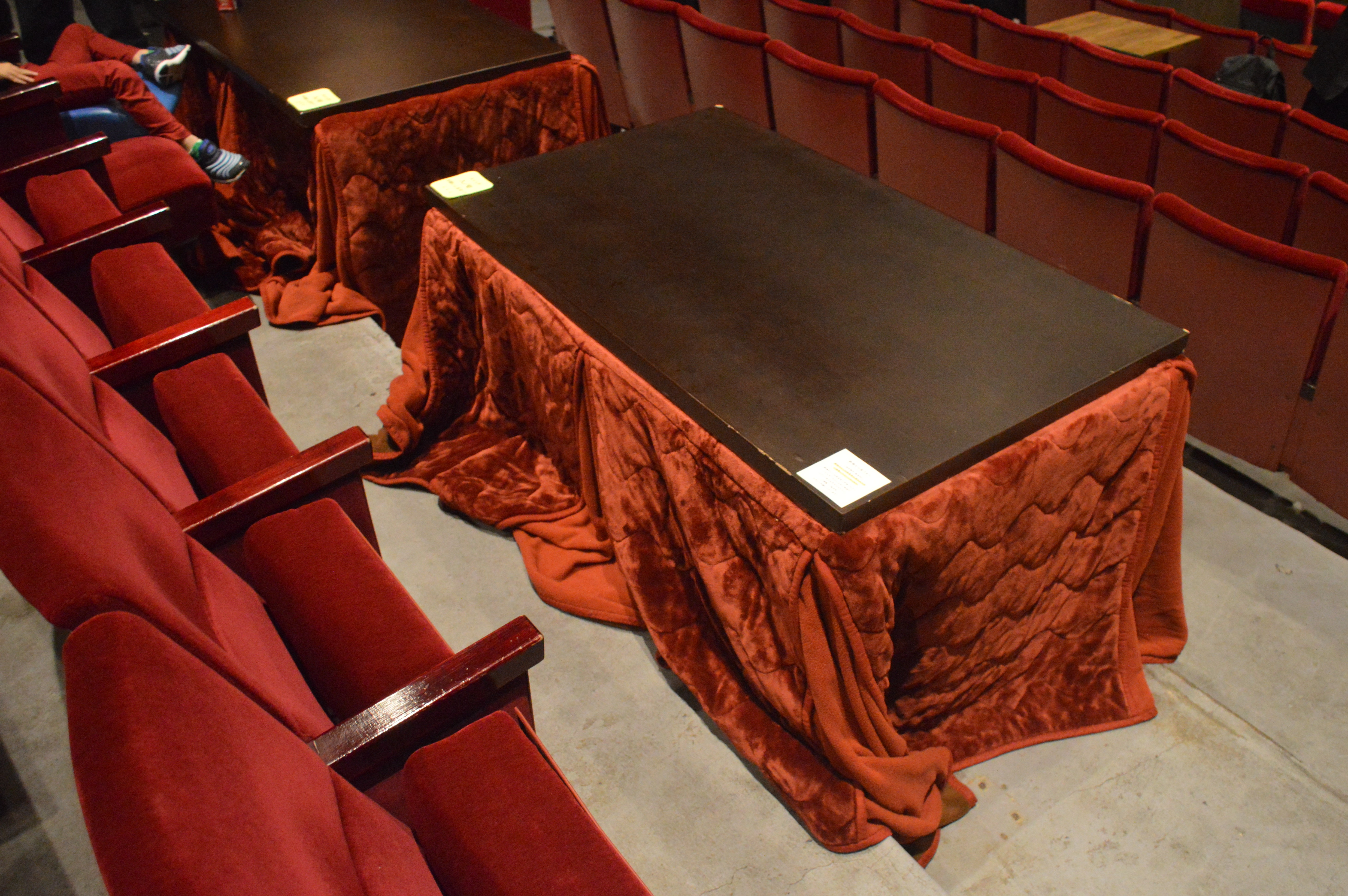
コタツ席

2014年（平成26年）7月、復活に向け有志により「豊劇新生プロジェクト」が立ち上げられ、また豊岡市日高町の不動産業「有限会社石橋設計」に経営が譲られた。資金はクラウドファンディングにより募られ、110人から約271万円が集められた。出資者の8割は地元の人であった。またデジタル映写機2台も、国の補助金を利用し約1200万円で導入した。
2014年（平成26年）12月27日、2年ぶりに復活。上映室は引き続き2室であるが、席数を計14席減らし、大ホール186席と小ホール50席に変更。大ホールはライブ演奏などが行えるステージを新しく設けた。小ホールは集会場にも出来るよう可動式のイスにした。ロビーにはカフェバーも設置した。
復活後、入場者数は順調に回復して2019年には約1万8千人になったが、赤字脱却前にコロナ禍がおこり2020年と2021年の入場者数は約8千人にまで落ち込んだ。そのため2022年8月31日でいったん休館し、事業承継を模索することになった。

### 営業の再開
2022年（令和4年）9月に「豊岡コミュニティシネマ」が設立され、同年10月から法人・団体、個人のサポーターを募った。そして2023年（令和5年）3月25日に営業を再開した。

## 沿革
- 1927年（昭和2年） - 芝居小屋として開業[1]。
- 1931年（昭和6年） - 有限会社設立。戦時中は休止。
- 1947年（昭和22年） - 劇場、映画の上映、社交ダンス場として営業。
- 1951年（昭和26年） - 映画専門館化することに伴い、映写室など設置（改築）。
- 2003年（平成15年） - 兵庫県丹波地区を舞台とした映画「森の学校」が3月29日から4月11日まで上映される[8]。
- 2004年（平成16年）3月13日～3月26日 - 俳優の今井雅之が監督を務めた映画「SUPPINぶるうす ザ・ムービー」が豊劇で先行上映される[9][10]。
- 2006年（平成18年） - 八鹿映画劇場（養父市八鹿町）が閉館したため、但馬地方唯一の映画館となる。
- 2007年（平成19年） - 開業80周年。
- 2012年（平成24年）3月31日 - 「ALWAYS 三丁目の夕日'64」「マイウェイ 12,000キロの真実」の上映を最後に閉館。85年の歴史に一度幕を下ろす。
- 2012年（平成24年）11月11日 - 豊岡市在住の漫画家ひうらさとる原作の映画「ホタルノヒカリ」上映会&ひうらさとるのトークショーが行われる。
- 2014年（平成26年）7月 - 「豊劇新生プロジェクト」立ち上げ。
- 2014年（平成26年）12月27日 - 2年ぶりに営業再開。
- 2022年（令和4年）8月31日 - 休館[2]。
- 2023年（令和5年）3月25日 - 営業再開[1]。

## 施設概要
- 大ホール - 186席、ドルビーステレオ、舞台を併設する。
- 小ホール - 50席、ドルビーステレオ
- チケット売場、売店（酒類も扱う）、お手洗い2箇所
- ブラウジング・コーナー - 2カ所（約10席）
- 飲食店 - 1店舗併設
- 駐車場 - 20台

## 交通アクセス

### 公共交通機関
- 山陰本線および京都丹後鉄道 豊岡駅より北東方向へ1.1km、徒歩13分
- 山陰本線および京都丹後鉄道 豊岡駅下車、コバス（市街地循環バス）北ルート「アイティ前」乗車、「滋茂」下車すぐ

### 自家用車
- 国道312号および国道426号（円山川リバーサイドライン）交点「立野橋交差点」を北上し「立野北交差点」を左折すぐ